# Menziesichthys bacescui
Menziesichthys bacescui is een straalvinnige vissensoort uit de familie van slakdolven (Liparidae). De wetenschappelijke naam van de soort is voor het eerst geldig gepubliceerd in 1971 door Nalbant & Mayer.